# ویکتورینو مارکز بوستیلوس
ویکتورینو مارکز بوستیلوس (انگلیسی: Victorino Márquez Bustillos؛ زاده ۲ نوامبر ۱۸۵۸ – درگذشته ۱۰ ژانویهٔ ۱۹۴۱) سیاست‌مدار اهل ونزوئلا بود. وی از ۱۹ آوریل ۱۹۱۴ تا ۲۴ ژوئن ۱۹۲۲ رئیس‌جمهور این کشور بود.
ویکتورینو مارکز بوستیلوس در ۱۰ ژانویه ۱۹۴۱، در سن ۸۲ سالگی در کاراکاس درگذشت.